# Zaponlak
Zaponlak er en hurtigttørrende transparent lak til metal. Den består af celluloid (nitrocellulose) opløst i acetone og amylacetat. Den er modstandsdygtig over for de fleste normalt brugte opløsningsmidler, og metaloverfladen fremstår ikke med noget ”lakeret” udseende.